# Vicontele de Bragelonne
Vicontele de Bragelonne (în franceză: Le Vicomte de Bragelonne) este al treilea și ultimul roman despre aventurile lui D’Artagnan și ale muschetarilor, publicat în anul 1848 de Alexandre Dumas-tatăl. Acest roman are 6 părți.
În afară de cei 4 muschetari, apar ca personaje principale Vicontele de Bragelonne, Raoul. Ca personaje secundare apar regele Ludovic al XIV-lea, La Valliere (logodnica Vicontelui de Bragelonne), domnul Fouquet (ministrul francez de finanțe), Colbert, Omul cu mască de fier⁠(en)[traduceți] și alții.